# Hurva
Hurva – miejscowość (tätort) w Szwecji, w regionie administracyjnym (län) Skania, w gminie Eslöv.
Według danych Szwedzkiego Urzędu Statystycznego liczba ludności wyniosła: 376 (31 grudnia 2015), 376 (31 grudnia 2018) i 394 (31 grudnia 2019).